# Lâm Y

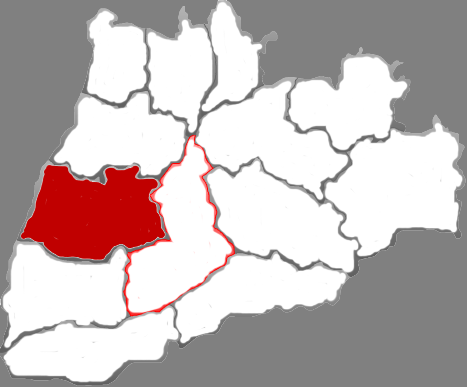
Lâm Y

Lâm Y (chữ Hán giản thể:临猗县, âm Hán Việt: Lâm Y huyện) là một huyện thuộc địa cấp thị Vận Thành, tỉnh Sơn Tây, Cộng hòa Nhân dân Trung Hoa. Huyện Lâm Y có diện tích 1339,32 km², dân số năm 2002 là 548.000 người. Huyện Lâm Y có 7 trấn và 14 hương.
- Trấn: Thành Quan, Ngưu Đỗ, Mi Dương, Lâm Tấn, Tôn Cát, Đông Trương, Thất Cực.
- Hương: Sở Hầu, Lý Hán, Miếu Thượng, Giác Bôi, Tây Trương Ngô, Nam Triệu, Bắc Tân, Đam Tử, Trác Lý, Diêm Gia Trang, Bắc Cảnh, Đại Diêm, Tam Quản.